# Lee Hsien Loong
Lee Hsien Loong (český přepis: Li Sien Lung; * 10. února 1952 Singapur) je singapurský politik. Od roku 2004 byl premiérem Singapuru. Byl též ministr obchodu a průmyslu (1986–1992) a ministr financí (2001–2007). Od roku 2004 je též generálním tajemníkem Strany lidové akce, která je hegemonní stranou singapurského politického systému. Je synem prvního singapurského premiéra Li Kuang-jaa.
V roce 2015 byl nejlépe placeným politikem světa, jeho roční příjem činil až 1,7 mil. dolarů.
V červnu 2018 se setkal s Kim Čong-Unem a Donaldem Trumpem.